# Rejon iskitimski
Rejon iskitimski (ros Искитимский район) – rejon będący jednostką podziału administracyjnego rosyjskiego obwodu nowosybirskiego.

## Historia
Rosyjskie osadnictwo na tym terenie rozpoczyna się na początku XVIII wieku. Materiały archiwalne wskazują, że w 1717 roku na tym obszarze istniały już trzy wsie zamieszkane przez ludność rosyjską. Przez następne dwieście lat, aż do 1917 roku, miejscowa ludność zajmowała się głównie rolnictwem, polowaniami, rybołówstwem, pszczelarstwem a także drobnym wytwórstwem. W czasie rosyjskiej wojny domowej tereny te przez jakiś czas znajdowały się pod kontrolą rządu admirała Aleksandra Kołczaka, a następnie zostały zajęte przez bolszewików. Władze sowieckie rozpoczęły wkrótce program industrializacji Syberii, który dotknął także tych ziem. Od 25 maja 1925 roku tereny wokół Iskitima podlegały pod administrację w Bierdsku jako osiedle typu wiejskiego. Sowieci rozwijali na tym terenie przetwórstwo zbóż, a także drobne zakłady rzemieślnicze. W 1930 roku powstaje cementownia, która jest pierwszą wielką inwestycją przemysłową na tym obszarze, a w 1934 pierwsza elektrownia. 18 stycznia 1935 w ramach kolejnych przekształceń administracyjnych w państwie sowieckim utworzony zostaje rejon iskitimski. Jego centrum administracyjnym został Iskitim. Rejon podzielony był na 19 wiejskich osiedli, a łączna liczba jego ludności wynosiła 30 859 mieszkańców. Obszar przeszedł też politykę forsownej kolektywizacji, co sprawiło, że w kołchozach pracowało ponad 8 tysięcy mieszkańców rejonu. W czasach stalinowskich na terenie rejonu iskitimskiego powstaje też 4-SIBŁag w ramach sowieckiego systemu GUŁagu. Rozwój rejonu zaczyna się w epoce powojennej, po 1945 roku, gdy na tym terenie lokalizowane są nowe zakłady przemysłowe. W 1965 roku rejon iskitimski został ostatecznie ukształtowany w obecnych granicach. Lata osiemdziesiąte przyniosły spadek inwestycji oraz załamanie gospodarcze, które trwało jeszcze w okresie postsowieckim, już w czasach Federacji Rosyjskiej.

## Charakterystyka
Rejon iskitimski położony jest we wschodniej części obwodu nowosybirskiego, na terenie bogatym w rzeki będące dopływami Obu oraz jeziora. Odległość do obwodowej stolicy Nowosybirska wynosi 57 kilometrów. Większość terenu zajmuje step, tylko wschodnie obszary pokryte są tajgą. Lasy zajmują około 27% obszaru rejonu, znajduje się tu także rezerwat przyrody zajmujący powierzchnię 30 900 hektarów. Ziemia bogata jest w minerały, średnia temperatura w styczniu wynosi -19 stopni Celsjusza, w lipcu 19,1 C. Średnia suma opadów w rejonie to 409 mm, opady śniegu rozpoczynają się z reguły w listopadzie, a średnia pokrywa śnieżna wynosi od 25 do 35 centymetrów. Na terenie rejonu znajduje się jedno osiedle typu miejskiego i 19 osiedli typu wiejskiego.
Według danych ze stycznia 2010 roku na obszarze rejonu zarejestrowanych było ponad tysiąc zakładów przemysłowych i rolnych. Z tego 44 zaangażowane były w produkcję przemysłową, a prawie 400 w produkcję i przetwórstwo rolne. W 2010 roku rejon wyprodukował towary i usługi na kwotę ponad 20 miliardów rubli. Przemysł jest główną gałęzią iskitimskiej gospodarki, stanowi on około 51% całości. Większość przemysłu zaangażowana jest w wydobycie i przetwarzanie surowców mineralnych, w następnej kolejności ważnymi elementami są budownictwo, wydobycie węgla, przetwórstwo żywności i przemysł lekki. W 2010 roku przemysł na terenie rejonu stworzył 348 nowych miejsc pracy. Tereny rolnicze zajmują 359 003 hektarów całości obszaru rejonu. Wartość tego sektora iskitimskiej gospodarki w 2010 roku oszacowano na 4 328 miliardów rubli. W hodowli dominują chlewnie, w których w 2011 roku znajdowało się 12 766 sztuk świń, do tego hoduje się tu także krowy, których w tym samym roku było 6993. Łącznie w 2011 roku wyprodukowano 131 tysięcy ton różnych zbóż, 24 652 mięsa oraz 29 565 ton mleka. W rejonie zarejestrowano 1792 małe i średnie przedsiębiorstwa, które zatrudniają 6936 osób. Łączna długość dróg w rejonie wynosi 461,33 kilometrów, z czego ponad 70% stanowią drogi o utwardzonej powierzchni. Wszystkie osiedla ludzkie posiadają dostęp do energii elektrycznej, łączna długość trakcji wynosi 522,6 kilometrów, oprócz tego długość rur doprowadzających wodę to 383,8 kilometrów, rur ściekowych 40,1 kilometrów, a długość rurociągów gazowych to 40,3 kilometów. Władze rejonu starają się rozwijać branże turystyczną, zarówno tradycyjną, jak i agroturystykę, a także wykorzystywać warunki naturalne regionu w celu promocji sportu i rekreacji.
Na terenie rejonu funkcjonują 63 publiczne placówki szkolne różnego typu, 2 szpitale rejonowe, 5 szpitali wiejskich oraz 4 kliniki. Swe siedziby ma tu także 60 klubów kulturalnych oraz 41 bibliotek. Działa tu też oddział stowarzyszenia Memoriał. Liczba mieszkańców rejonu spada, z uwagi na ujemny przyrost naturalny oraz emigrację do wielkich miast. 63% populacji znajduje się w wieku produkcyjnym, 16% w wieku przedprodukcyjnym, a 21% w wieku poprodukcyjnym. Pod koniec 2010 roku zatrudnionych było 31 300 mieszkańców. W tym samym roku średnia miesięczna płaca stanowiła kwotę rzędu 7480,5 rubli. W 2009 roku średnia długość życia mężczyzn wyniosła 58,6 lat. Natomiast średnia długość życia kobiet wynosiła 69,7 lat.